# NGC 7144
NGC 7144 (другие обозначения — PGC 67557, ESO 237-11) — эллиптическая галактика (E) в созвездии Журавль.
Этот объект входит в число перечисленных в оригинальной редакции «Нового общего каталога».